# 대구봉무초등학교
대구봉무초등학교는 대한민국 대구광역시 동구에 있는 공립 초등학교이다.

## 연혁
- 2013-01-28 전기공사, 급식 및 방송시설 설치
- 2013-02-05 대구봉무초등학교 준공
- 2013-02-05 내·외부 건축공사 및 설비공사, 학내 전산망 설치
- 2013-02-05 수전설비, 승강기, 태양광설비, 도시가스, 소방시설 완공검사 필
- 2013-02-08 수업용 PC, 프로젝션 TV설치, 컴퓨터실, 정보자료실 구축 등 컴퓨터실 비품 계약 완료
- 2013-02-12 학교 홈페이지 구축 완료(2013. 3. 1. 홈페이지 오픈)
- 2013-02-14 도서구매 입찰 공고
- 2013-02-15 학급패찰 설치 및 책걸상, 사물함 구비
- 2013-02-21 학교 안내 표지판 설치 완료
- 2013-02-27 급식기구 시운전 및 시식회
- 2013-03-01 개교 및 20학급 편성(유치원 2학급 포함)
- 2013-03-01 초대 이동우 교장 취임
- 2013-05-22 개교기념 행사
- 2013-10-10 교명석 제막식
- 2013-12-23 학부모 학교 참여 우수교 선정
- 2013-12-24 학교 폭력 zero 행복학교 선정(현판식)
- 2013-12-26 특색 학교 경영 우수교 선정
- 2013-12-31 청렴도 향상 의지 평가 최우수교 선정
- 2014-02-14 제1회 졸업(35명, 총 35명)
- 2014-03-01 32학급 편성(유치원 2학급 포함)
- 2014-06-13 암석원 설치
- 2014-11-10 교목(소나무) 심기
- 2014-12-31 청렴도 향상 의지 평가 매우우수교 선정
- 2014-12-31 특색 학교 경영 우수교 선정
- 2015-02-13 제2회 졸업(93명, 총 128명)
- 2015-03-01 36학급 편성(유치원 2학급, 특수학급 1학급 포함)